# Nelson Piquet
Nelson Piquet Souto Maior (ur. 17 sierpnia 1952 w Rio de Janeiro) – brazylijski kierowca Formuły 1, trzykrotny mistrz świata.

## Życiorys

### Dzieciństwo i początki kariery
Urodził się jako syn Estácio Souto Maiora, ówczesnego ministra zdrowia w rządzie João Goularta. Aby się z tym nie zdradzać, zdecydował się używać panieńskiego nazwiska swojej matki, francuskiego Piquet.
Gdy Nélson miał 8 lat, przeprowadził się wraz z rodziną do nowo powstałej stolicy, Brasilii. Wówczas marzył o zostaniu inżynierem lub tenisistą. Dopiero mając 14 lat zaczął się ścigać w wyścigach kartingowych i zamarzył o karierze kierowcy, nie zaś tenisisty, choć początkowo ukrywał te plany przed rodzicami i startował pod nazwiskiem Piket. Dopiero, gdy zaczął odnosić sukcesy i nie mógł już dłużej kryć się, opowiedział o swojej pasji ojcu i matce. Ci nie czynili synowi żadnych przeszkód i Nelson mógł dwukrotnie, w 1971 i 1972, zostać kartingowym mistrzem Brazylii.
W 1976 został Piquet mistrzem brazylijskiej Formuły Super Vee, a dwa lata później stał się kierowcą Brytyjskiej Formuły 3, gdzie zdobył tytuł mistrza BP.

### Formuła 1
Po zdobyciu tytułu mistrza BP w Brytyjskiej Formule 3 został zaproszony przez zespół McLaren na testy, a nawet pozwolił wystąpić w trzech wyścigach i choć ostatecznie nie podpisał z młodym Brazylijczykiem kontraktu, Nelson pozostał już na dobre w Formule 1. Stało się to dzięki Berniemu Ecclestone’owi, właścicielowi stajni Brabham, który nie wahał się postawić na imponującego pewnością za kierownicą Piqueta i zatrudnić go jako partnera dla dwukrotnego mistrza świata, Nikiego Laudy.
Gdy Lauda odszedł z Formuły 1, Piquet został liderem swojego teamu. W 1980, w Grand Prix USA Zachód, w kalifornijskim Long Beach odniósł swoje pierwsze w F1 zwycięstwo. W klasyfikacji generalnej zaciekle walczył z Alanem Jonesem o tytuł mistrzowski, ale ostatecznie walkę tę przegrał.
Co nie udało się w sezonie 1980, udało się rok później, gdy zaledwie jednym punktem i dopiero w ostatnim wyścigu wyprzedził Argentyńczyka, Carlosa Reutemanna.
Z kierowcą tym związana jest zabawna anegdota, którą Piquet lubi wspominać przy każdej okazji: w 1974 Nelson pracował dla Brabhama jako swoisty chłopiec na posyłki i pewnego razu przyszło mu czyścić hełm Reutemanna. Ten, zobaczywszy, jak Brazylijczyk wykonał zadanie, skrytykował go, iż nie umie nawet wyczyścić hełmu. Gdy Piquetowi udało się zdobyć pierwsze mistrzostwo, odezwał się do Carlosa w te słowa: „Nie byłem godzien czyścić twego hełmu, ale może ty mógłbyś wyczyścić mój hełm, hełm mistrza świata?"
Sezon 1982 był sezonem udanego rozwoju Brabhama i jego nowego dostawcy silników, BMW. Ten rozwój zaowocował zdobyciem przez Piqueta kolejnego tytułu mistrzowskiego w 1983 roku, stając się pierwszym w historii mistrzem, używającym silnika turbodoładowanego.
Piquet był kierowcą Brabhama jeszcze dwa sezony, w których – mimo bycia generalnie najszybszym kierowcą (dziewięciokrotnie uzyskiwał pole position) – nie odniósł sukcesów, co spowodowane było przede wszystkim kłopotami z silnikiem, a następnie zdecydował się odejść do teamu Franka Williamsa, w którym zetknął się z Nigelem Mansellem, który przywitał go raczej ozięble, nie tyle dlatego, że od dawna panowie nie darzyli się sympatią, ale przede wszystkim mając mu za złe zajęcie jego miejsca jako kierowcy numer 1 w stajni. Konflikt między nimi nigdy się jednak nie zaognił do niebezpiecznego stopnia.
Sezon 1986 dał mistrzostwo Alainowi Prostowi i jego McLaren-TAG Porsche, ale już 1987 stał pod znakiem dominacji Piqueta (poza podium ukończył tylko dwa wyścigi, trzech nie ukończył, z czego jeden – w San Marino – z powodu dość poważnego wypadku w sesji kwalifikacyjnej), który zdobył swój trzeci tytuł mistrzowski, deklasując przy tym Nigela Mansella, choć ten nigdy nie odpuszczał. Tę wielką przewagę punktową wykorzystywał Nelson do publicznego drwienia z partnera z teamu, ten zaś nie pozostawał mu dłużny – pewnego razu posunął się nawet do wykradnięcia papieru toaletowego z łazienki, do której Piquet właśnie szedł.
Zaskoczeniem dla Williamsa była decyzja Piqueta, iż ten chce bronić tytułu w barwach innego teamu. Nie podobało mu się to, ale nie był w stanie powstrzymać Brazylijczyka przed odejściem do Lotusa. W tej ekipie Piquet jeździł w sezonach 1988 i 1989 – te dwa lata udowodniły, że opuszczenie Williamsa było błędem (choć zarobił na niej wiele milionów dolarów), gdyż Lotus znajdował się wówczas w fazie agonalnej, nie będąc już nawet cieniem dawnej świetności. Piquet nie ukończył ani jednego wyścigu na pierwszym miejscu.
Ostatnim etapem w karierze Nelsona Piqueta był Benetton – tu w dwóch sezonach odniósł tylko trzy zwycięstwa, chociaż jedno, w Japonii, było szczególne dla jego teamu: było to pierwsze podwójne zwycięstwo w historii Benettona (drugie miejsce zajął Roberto Moreno). Drugie, w Australii, było z kolei szczególne dla wszystkich – Piquet stał się zwycięzcą pięćsetnego Grand Prix w historii Formuły 1. Trzecie, w Kanadzie w 1991 było w obliczu poprzednich dwóch zupełnie „zwykłe” – tyle tylko, że ostatnie.

### Po Formule 1
Po odejściu z Formuły 1 Piquet postanowił spróbować swych sił w Indianapolis 500 w 1992. Awaria układu kierowniczego sprawiła, iż w sesji kwalifikacyjnej bolid Brazylijczyka uderzył w otaczający tor mur. Piquet odniósł ciężkie obrażenia nóg i wszyscy myśleli, iż to już koniec jego pięknej kariery. Tymczasem po długiej i bolesnej rehabilitacji Piquet wrócił. Na ten sam tor, do tego samego teamu – Buicka. Obyło się bez wypadków, ale Nelson musiał wycofać się z wyścigu z powodu awarii silnika. Piquet wystąpił w Le Mans i Stavelot oraz w kilku wyścigach w Brazylii, ale czynił to raczej dla rozrywki. W ojczyźnie udało mu się nawet odnieść dwa zwycięstwa w klasie GT, jeżdżąc McLarenem z Johnnym Cecotto w roli swojego partnera. Jedno z nich odniósł na torze swojego imienia.
Piqueta często krytykowano za to, że zwyciężał tylko wtedy, gdy miał technicznie lepszy od swoich przeciwników bolid. Z drugiej jednak strony tę technologiczną przewagę w dużej mierze zawdzięczał sobie, gdyż osobiście całymi godzinami i dniami testował swoje samochody, dyktując mechanikom, co i jak mają w nich regulować. Czynił to zresztą już w Formule 3, czasem wprowadzając niemalże rewolucyjne zmiany, praktycznie zawsze z dobrym skutkiem. To on wymyślił wprowadzenie pokrowców ogrzewających opony. Poza tym, w przeciwieństwie do wielu innych kierowców, zdarzało mu się całkowicie lekceważyć sesje kwalifikacyjne (co nie znaczy, że ich nie wygrywał), by koncentrować się tylko i wyłącznie na samym wyścigu.
Obecnie zrezygnował z prowadzenia życia playboya i prowadzenia ryzykownych interesów, na których w minionych latach stracił olbrzymie pieniądze. Poświęca się propagowaniu i rozwijaniu sportów samochodowych w Brazylii oraz szkoleniu młodych kierowców wyścigowych. Zarządza tam też wspomnianym torem im. Nelsona Piqueta w Brasilii (drugi tor jego imienia znajduje się w Rio de Janeiro), a także stworzył Formułę Espron, ukierunkowaną na promowanie dobrych kierowców za małe pieniądze.
Nelsona Piqueta przyjęto do International Motorsports Hall of Fame w 2000 roku.